# Smart (雜誌)
《smart》是寶島社發行的日本男性時尚雜誌，於每月的24日出版。

## 概要
雜誌於1995年10月創刊，最初是在每個月隔一個星期一發行兩次，後來在2004年3月開始以月刊模式來發行。近年，雜誌多連同贈品發售。雜誌除了時尚的內容，也包含音樂的相關內容。不少日本藝人都曾經登上雜誌封面，例如男演員水嶋宏和女演員新垣結衣等等，而雜誌在2011年的封面，除2月外全部都是AKB48的成員，其中包括板野友美、大島優子、篠田麻里子、小嶋陽菜、前田敦子、柏木由紀和指原莉乃。

## 外部連結
- 出版社Webサイト（页面存档备份，存于）
- smart★Shopping Book（页面存档备份，存于）
- Smart編集部（smart_twjp）on Twitter（页面存档备份，存于）